# Psalterium Georgianum
Psalterium Georgianum (z łac. „Psalterium Jerzego”) – historyczny gwiazdozbiór stworzony przez Maksymiliana Hella w 1789 roku dla uczczenia króla Jerzego III, patrona astronoma i muzyka Williama Herschela. Gwiazdozbiór oryginalnie przedstawiał psalterium, rodzaj harfy. Hell stworzył go z gwiazd zaliczanych obecnie do konstelacji Erydanu i Byka. Johann Bode w atlasie Uranographia z 1801 roku zmienił jego nazwę na Harpa Georgii („Harfa Jerzego”) i przedstawił w formie typowej harfy; to przedstawienie spopularyzowało się wśród innych astronomów. Gwiazdozbiór ten pojawiał się w atlasach nieba w pierwszej połowie XIX wieku, ale później wyszedł z użycia. Najjaśniejsza gwiazda tej konstelacji nosi współcześnie oznaczenie Flamsteeda 10 Tauri.